# Липница (Лозница)
Липница је насељено место града Лознице у Мачванском округу. Према попису из 2022. било је 794 становника.
Овде се налази црква Преображења Господњег о којој је поводом јубилеја 150 година написана књига „Од мајке до цркве”.

## Демографија
У насељу Липница живи 779 пунолетних становника, а просечна старост становништва износи 38,8 година (36,9 код мушкараца и 40,9 код жена). У насељу има 301 домаћинство, а просечан број чланова по домаћинству је 3,24.
Ово насеље је великим делом насељено Србима (према попису из 2002. године), а у последња три пописа, примећен је пад у броју становника.
|  |

| Демографија | Демографија | Демографија |
| Година      | Становника  | Становника  |
| ----------- | ----------- | ----------- |
| 1948.       | 820         |             |
| 1953.       | 891         |             |
| 1961.       | 953         |             |
| 1971.       | 952         |             |
| 1981.       | 994         |             |
| 1991.       | 978         | 939         |
| 2002.       | 974         | 1.000       |
| 2011.       | 894         |             |
| 2022.       | 794         |             |

| Етнички састав према попису из 2002.‍ | Етнички састав према попису из 2002.‍ | Етнички састав према попису из 2002.‍ | Етнички састав према попису из 2002.‍ | Етнички састав према попису из 2002.‍ |
| ------------------------------------ | ------------------------------------ | ------------------------------------ | ------------------------------------ | ------------------------------------ |
|                                      |                                      |                                      |                                      |                                      |
| Срби                                 | Срби                                 |                                      | 972                                  | 99,79%                               |
| непознато                            | непознато                            |                                      | 1                                    | 0,10%                                |

| Година пописа     | 1948. | 1953. | 1961. | 1971. | 1981. | 1991. | 2002. |
| ----------------- | ----- | ----- | ----- | ----- | ----- | ----- | ----- |
| Број домаћинстава | 146   | 167   | 208   | 229   | 264   | 289   | 301   |

| Број чланова      | 1  | 2  | 3  | 4  | 5  | 6  | 7 | 8 | 9 | 10 и више | Просек |
| ----------------- | -- | -- | -- | -- | -- | -- | - | - | - | --------- | ------ |
| Број домаћинстава | 52 | 63 | 47 | 72 | 42 | 21 | 1 | 3 | 0 | 0         | 3,24   |

| Пол    | Укупно | Неожењен/Неудата | Ожењен/Удата | Удовац/Удовица | Разведен/Разведена | Непознато |
| ------ | ------ | ---------------- | ------------ | -------------- | ------------------ | --------- |
| Мушки  | 420    | 126              | 267          | 17             | 10                 | 0         |
| Женски | 396    | 52               | 270          | 62             | 10                 | 2         |
| УКУПНО | 816    | 178              | 537          | 79             | 20                 | 2         |

| Пол    | Укупно                    | Пољопривреда, лов и шумарство | Рибарство                            | Вађење руде и камена | Прерађивачка индустрија       |
| ------ | ------------------------- | ----------------------------- | ------------------------------------ | -------------------- | ----------------------------- |
| Мушки  | 216                       | 37                            | 0                                    | 0                    | 56                            |
| Женски | 92                        | 27                            | 0                                    | 1                    | 23                            |
| УКУПНО | 308                       | 64                            | 0                                    | 1                    | 79                            |
| Пол    | Производња и снабдевање   | Грађевинарство                | Трговина                             | Хотели и ресторани   | Саобраћај, складиштење и везе |
| Мушки  | 8                         | 27                            | 16                                   | 2                    | 23                            |
| Женски | 0                         | 2                             | 12                                   | 0                    | 4                             |
| УКУПНО | 8                         | 29                            | 28                                   | 2                    | 27                            |
| Пол    | Финансијско посредовање   | Некретнине                    | Државна управа и одбрана             | Образовање           | Здравствени и социјални рад   |
| Мушки  | 1                         | 0                             | 6                                    | 5                    | 3                             |
| Женски | 0                         | 3                             | 2                                    | 6                    | 5                             |
| УКУПНО | 1                         | 3                             | 8                                    | 11                   | 8                             |
| Пол    | Остале услужне активности | Приватна домаћинства          | Екстериторијалне организације и тела | Непознато            | Непознато                     |
| Мушки  | 4                         | 0                             | 0                                    | 28                   | 28                            |
| Женски | 0                         | 0                             | 0                                    | 7                    | 7                             |
| УКУПНО | 4                         | 0                             | 0                                    | 35                   | 35                            |